# Benjamin Karl
Benjamin Karl (ur. 16 października 1985 w St. Pölten) – austriacki snowboardzista, trzykrotny medalista olimpijski, pięciokrotny mistrz świata oraz trzykrotny zdobywca Pucharu Świata.

## Kariera
Pierwszy sukces w karierze osiągnął w 2004 roku, kiedy zdobył brązowy medal w gigancie równoległym podczas mistrzostw świata juniorów w Klínovcu. Na rozgrywanych rok później mistrzostwach świata juniorów w Zermatt w tej samej konkurencji był najlepszy. W 2009 roku wystartował na mistrzostwach świata w Gangwon, gdzie zdobył tytuł mistrza świata w slalomie równoległym. Największe sukcesy osiągnął jednak podczas mistrzostw świata w La Molinie, zdobywając złote medale w slalomie oraz gigancie równoległym. W gigancie równoległym zwyciężył także na mistrzostwach świata w Stoneham 2013 roku, a podczas mistrzostw świata w Kreischbergu w 2015 roku zajął trzecie miejsce. Kolejne dwa medale zdobył na mistrzostwach świata w Sierra Nevada w 2017 roku, zajmując drugie miejsce w obu konkurencjach równoległych. W obu przypadkach lepszy był tylko jego rodak, Andreas Prommegger. W 2021 roku podczas mistrzostw świata w Rogli zdobył piąty złoty medal w karierze, triumfując w slalomie równoległym.
W 2010 roku wystartował na igrzyskach olimpijskich w Vancouver, gdzie zajął drugie miejsce w slalomie gigancie równoległym. W zawodach tych wyprzedził go jedynie Kanadyjczyk Jasey-Jay Anderson. Cztery lata później, podczas igrzysk w Soczi zajął trzecie miejsce w debiutującym na igrzyskach slalomie równoległym. Na tych samych igrzyskach był też dziesiąty w gigancie równoległym. 
W zawodach Pucharu Świata zadebiutował 5 stycznia 2004 roku w Bad Gastein, gdzie zajął 65. miejsce w snowcrossie. Pierwsze punkty zdobył 1 lutego 2005 roku w Mariborze, zajmując 29. miejsce w gigancie równoległym. Na podium zawodów tego cyklu po raz pierwszy stanął 9 stycznia 2008 roku w Bad Gastein, plasując się na drugiej pozycji w gigancie równoległym. Nieco ponad miesiąc później, 17 lutego 2008 roku w Sungwoo odniósł swoje pierwsze pucharowe zwycięstwo. Najlepsze wyniki osiągał w sezonach 2007/2008, 2009/2010 i 2010/2011, kiedy triumfował w klasyfikacji generalnej oraz w klasyfikacji PAR. Ponadto w sezonie 2008/2009 był drugi w klasyfikacji PAR i trzeci w klasyfikacji generalnej, a w sezonie 2011/2012 w obu tych klasyfikacjach zajmował trzecie miejsce.

## Osiągnięcia

### Igrzyska olimpijskie
| Miejsce | Dzień     | Rok  | Miejscowość | Konkurencja       | Zwycięzca          |
| ------- | --------- | ---- | ----------- | ----------------- | ------------------ |
| 2.      | 27 lutego | 2010 | Vancouver   | Gigant równoległy | Jasey-Jay Anderson |
| 10.     | 19 lutego | 2014 | Soczi       | Gigant równoległy | Vic Wild           |
| 3.      | 22 lutego | 2014 | Soczi       | Slalom równoległy | Vic Wild           |
| 5.      | 24 lutego | 2018 | Pjongczang  | Gigant równoległy | Nevin Galmarini    |
| 1.      | 24 lutego | 2022 | Pekin       | Gigant równoległy | -                  |

### Mistrzostwa świata
| Miejsce | Dzień       | Rok  | Miejscowość   | Konkurencja       | Zwycięzca          |
| ------- | ----------- | ---- | ------------- | ----------------- | ------------------ |
| 4.      | 20 stycznia | 2009 | Gangwon       | Gigant równoległy | Jasey-Jay Anderson |
| 1.      | 21 stycznia | 2009 | Gangwon       | Slalom równoległy | –                  |
| 1.      | 19 stycznia | 2011 | La Molina     | Gigant równoległy | –                  |
| 1.      | 21 stycznia | 2011 | La Molina     | Slalom równoległy | –                  |
| 1.      | 25 stycznia | 2013 | Stoneham      | Gigant równoległy | –                  |
| 6.      | 27 stycznia | 2013 | Stoneham      | Slalom równoległy | Rok Marguč         |
| 10.     | 22 stycznia | 2015 | Kreischberg   | Slalom równoległy | Roland Fischnaller |
| 3.      | 23 stycznia | 2015 | Kreischberg   | Gigant równoległy | Andriej Sobolew    |
| 2.      | 15 marca    | 2017 | Sierra Nevada | Slalom równoległy | Andreas Prommegger |
| 2.      | 16 marca    | 2017 | Sierra Nevada | Gigant równoległy | Andreas Prommegger |
| DSQ     | 4 lutego    | 2019 | Park City     | Gigant równoległy | Dmitrij Łoginow    |
| 11.     | 5 lutego    | 2019 | Park City     | Slalom równoległy | Dmitrij Łoginow    |
| 26.     | 1 marca     | 2021 | Rogla         | Gigant równoległy | Dmitrij Łoginow    |
| 1.      | 2 marca     | 2021 | Rogla         | Slalom równoległy | –                  |

### Puchar Świata

#### Miejsca w klasyfikacji generalnej
- sezon 2004/2005: -
- sezon 2005/2006: 50
- sezon 2006/2007: 10
- sezon 2007/2008: 1.
- sezon 2008/2009: 3.
- sezon 2009/2010: 1.
  - PAR[2]
- sezon 2010/2011: 1.
- sezon 2011/2012: 3.
- sezon 2012/2013: 19.
- sezon 2013/2014: 9.
- sezon 2014/2015: 5.
- sezon 2015/2016: 9.
- sezon 2016/2017: 3.
- sezon 2017/2018: 12.
- sezon 2018/2019: 9.
- sezon 2019/2020: 5.
- sezon 2020/2021: 6.

#### Zwycięstwa w zawodach
1. Sungwoo – 17 lutego 2008 (gigant równoległy)
2. Stoneham – 8 marca 2008 (gigant równoległy)
3. Landgraaf – 10 października 2008 (slalom równoległy)
4. Stoneham – 22 lutego 2009 (gigant równoległy)
5. Sunday River – 26 lutego 2009 (gigant równoległy)
6. Landgraaf – 9 października 2009 (slalom równoległy)
7. Stoneham – 24 stycznia 2010 (gigant równoległy)
8. Valmalenco – 13 marca 2010 (gigant równoległy)
9. Bad Gastein – 9 stycznia 2011 (slalom równoległy)
10. Yongpyong – 9 lutego 2011 (gigant równoległy)
11. Stoneham – 20 lutego 2011 (gigant równoległy)
12. Telluride – 15 grudnia 2011 (gigant równoległy)
13. Carezza – 22 grudnia 2011 (slalom równoległy)
14. Carezza – 15 grudnia 2016 (gigant równoległy)
15. Rogla – 10 stycznia 2018 (gigant równoległy)
16. Blue Mountain – 29 lutego 2020 (gigant równoległy)
17. Carezza – 17 grudnia 2020 (gigant równoległy)

#### Pozostałe miejsca na podium w zawodach
1. Bad Gastein – 9 stycznia 2008 (slalom równoległy) – 2. miejsce
2. La Molina – 20 stycznia 2008 (slalom równoległy) – 2. miejsce
3. Lake Placid – 3 marca 2008 (gigant równoległy) – 3. miejsce
4. La Molina – 15 marca 2009 (gigant równoległy) – 2. miejsce
5. Valmalenco – 22 marca 2009 (gigant równoległy) – 2. miejsce
6. Telluride – 15 grudnia 2009 (gigant równoległy) – 2. miejsce
7. Kreischberg – 6 stycznia 2010 (gigant równoległy) – 3. miejsce
8. Nendaz – 17 stycznia 2010 (gigant równoległy) – 3. miejsce
9. Sudelfeld – 6 lutego 2010 (gigant równoległy) – 2. miejsce
10. Moskwa – 6 marca 2010 (slalom równoległy) – 2. miejsce
11. Carezza – 21 grudnia 2011 (gigant równoległy) – 2. miejsce
12. La Molina – 10 marca 2012 (gigant równoległy) – 3. miejsce
13. Moskwa – 7 marca 2015 (slalom równoległy) – 2. miejsce
14. Moskwa – 30 stycznia 2016 (slalom równoległy) – 2. miejsce
15. Cortina d’Ampezzo – 17 grudnia 2016 (slalom równoległy) – 3. miejsce
16. Bansko – 3 lutego 2017 (gigant równoległy) – 3. miejsce
17. Rogla – 20 stycznia 2018 (gigant równoległy) – 3. miejsce
18. Carezza – 13 grudnia 2018 (gigant równoległy) – 2. miejsce
19. Cortina d’Ampezzo – 15 grudnia 2018 (gigant równoległy) – 3. miejsce
20. Bad Gastein – 8 stycznia 2019 (slalom równoległy) – 3. miejsce
21. Bannoje – 8 grudnia 2019 (gigant równoległy) – 3. miejsce
22. Scuol – 11 stycznia 2020 (gigant równoległy) – 2. miejsce
23. Cortina d’Ampezzo – 12 grudnia 2020 (gigant równoległy) – 3. miejsce

- W sumie (17 zwycięstw, 12 drugich i 11 trzecich miejsc).